# Elias Pieter van Bommel

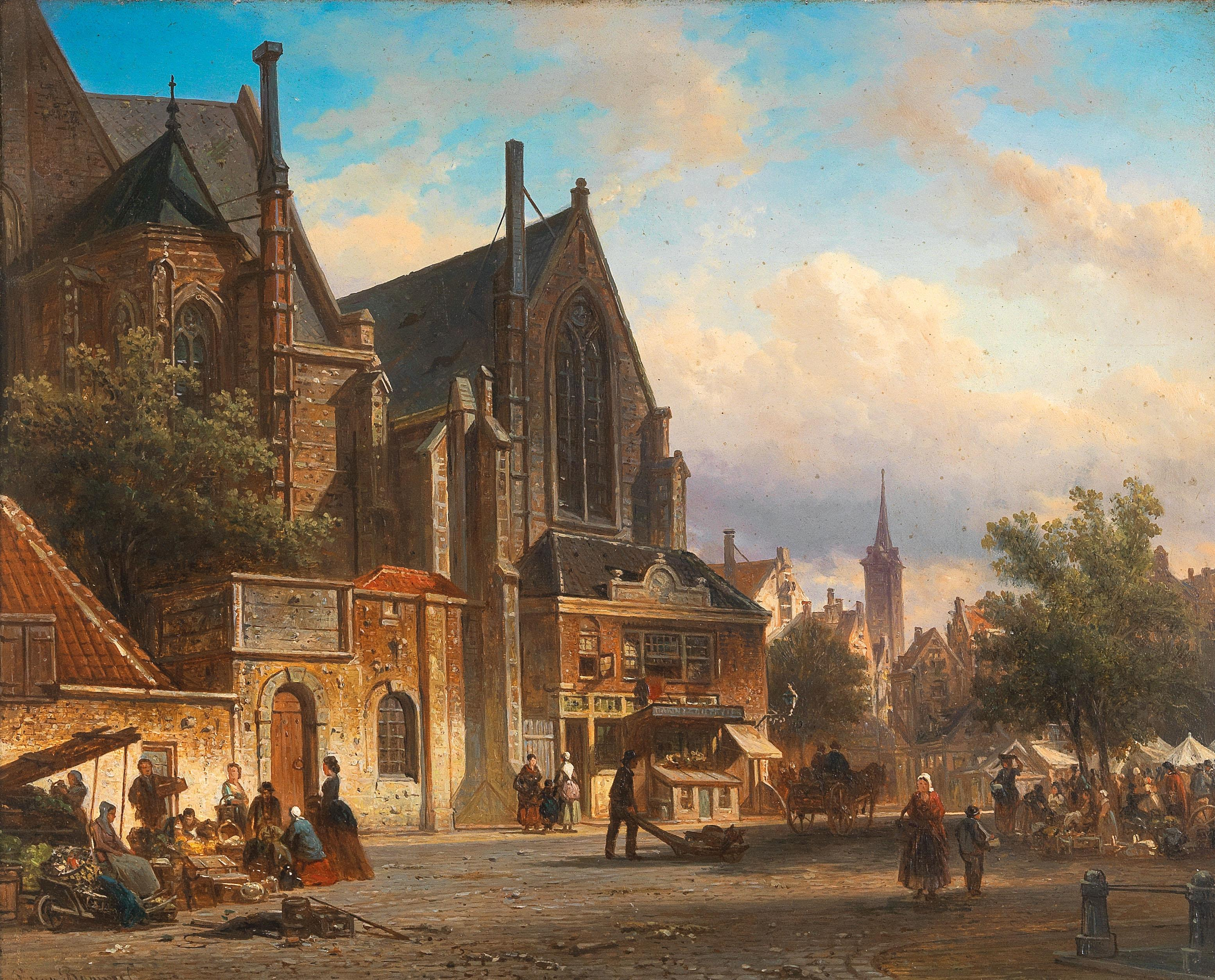
Holländische Marktansicht

Elias Pieter van Bommel (* 26. Januar 1819 in Amsterdam; † 2. Juni 1890 in Wien) war ein niederländischer Veduten- und Marinemaler.
Van Bommel studierte an der Rijksakademie van beeldende kunsten in Amsterdam und beim Landschaftsmaler George Andries Roth. Unter dem Einfluss von Roth malte er zunächst hauptsächlich Landschaften. In den 1850er-Jahren wechselte er jedoch zur detailreichen Veduten- und Marinemalerei. Einige seiner Werke haben auch historischen Wert, insbesondere aufgrund der detaillierten und zuverlässigen Darstellung historischer Gebäude. Einige Gemälde schuf er gemeinsam mit seinem Schwager, Dominicus Anthonius Peduzzi., 
Van Bommel malte in den Niederlanden, unter anderem in Amsterdam, wo er lebte, Rotterdam, Dordrecht, Scheveningen, Vlissingen und Hoorn. Er unternahm auch ausgedehnte Studienreisen durch Belgien, Deutschland, Frankreich (Paris), Ungarn und Italien. Er starb 1890 in Wien, wo er sich am Ende seines Lebens im Alter von 69 Jahren niedergelassen hatte.
Van Bommel war Lehrer von Jan David Geerling Grootveld.
Er zeigte seine Werke von 1833 bis 1839 und von 1841 bis 1859 auf den Ausstellungen in Amsterdam, Den Haag, Groningen und Leeuwarden.